# Carina Prinz
Carina Prinz (* 19. Juni 1985) ist eine ehemalige österreichische Triathletin. Sie ist Staatsmeisterin auf der olympischen Distanz (2006).

## Werdegang
2004 belegte Carina Prinz bei der Junioren-Europameisterschaft in Lausanne als beste Österreicherin den siebten Rang.
Carina Prinz wurde von Gerald Dygryn trainiert. 2006 wurde sie österreichische Staatsmeisterin auf der olympischen Distanz. 2007 wurde sie Vize-Staatsmeisterin, doch dann kam der Rückzug vom Leistungssport.
2012 feierte die damals 27-Jährige beim Ironman 70.3 Zell am See-Kaprun ein Comeback im Triathlon und konnte sich damit für einen Startplatz bei den Ironman 70.3 Weltmeisterschaften 2013 in Las Vegas qualifizieren.
Im Oktober 2014 startete sie auch auf der Triathlon-Langdistanz (3,86 km Schwimmen, 180,2 km Radfahren und 42,195 km Laufen) beim Ironman Hawaii (Ironman World Championships).
Sie ist mit dem ehemaligen Triathleten Stefan Perg liiert und lebt in Wien.

## Sportliche Erfolge
| Datum/Jahr    | Rang | Wettbewerb                                       | Austragungsort        | Zeit     | Bemerkung                                                                               |
| ------------- | ---- | ------------------------------------------------ | --------------------- | -------- | --------------------------------------------------------------------------------------- |
| 11. Okt. 2014 | 142  | Ironman Hawaii                                   | Hawaii                | 11:11:49 | Ironman World Championships; Rang 28 in der Altersklasse 25–29                          |
| Juni 2014     | 3    | Neufelder Triathlon                              | Neufeld an der Leitha |          | auf der Olympischen Distanz hinter Kamila Polak                                         |
| 20. Mai 2012  | 11   | Ironman 70.3 Zell am See-Kaprun                  | Zell am See           | 04:44:33 | als Dritte ihrer Altersklasse qualifiziert für einen Startplatz bei der WM in Las Vegas |
| 16. Juni 2007 | 2    | ÖTRV Staatsmeisterschaft Triathlon Kurzdistanz   | Wien                  |          | U23-Staatsmeisterin und Vize-Staatsmeisterin; hinter Lisa Hütthaler                     |
| 20. Aug. 2006 | 1    | ÖTRV Staatsmeisterschaft Triathlon Kurzdistanz   | Neufeld an der Leitha |          | Österreichische Staatsmeisterin über die Kurzdistanz beim Neufelder Triathlon           |
| 3. Juli 2004  | 7    | ETU Triathlon European Championship Junior Women | Lausanne              | 01:10:26 | Junioren-Europameisterschaft; hinter der Schweizerin Daniela Ryf                        |

(DNF – Did Not Finish)